# Fading Days
Fading Days — дебютный мини-альбом поп-панк-группы Amber Pacific, вышедший в 2004 году. Название мини-альбома упомянуто в песне Everything We Are Has Become What We Are ((Это последняя глава наших затухающих дней.)(This is the last chapter of our fading days.)), с альбома Amber Pacific The Possibility and the Promise.

## Список композиций
1. «Thoughts Before Me» — 3:58
2. «Always You» — 4:06
3. «The Last Time» — 3:53
4. «Letters of Regret» — 1:41
5. «Here We Stand» — 4:18